# Enrico Guzzini
Enrico Guzzini (Recanati, 20 aprile 1863 – Recanati, 1º marzo 1948) è stato un imprenditore italiano, fondatore dell'azienda Fratelli Guzzini.

## Biografia
Nato a Recanati (MC) nel 1863, figlio di un mezzadro della famiglia Leopardi, nel 1906 Enrico Guzzini emigra in Argentina, per ricongiungersi al fratello Giuseppe, partito pochi mesi prima in seguito al fallimento del suo laboratorio per la fabbricazione di pipe in radica. A Buenos Aires Guzzini ritrova anche il figlio primogenito Ubaldo, da lui stesso affidato a Giuseppe perché impari, nella bottega che questi apre Oltreoceano, l'arte della lavorazione del corno, materia prima largamente impiegata a Recanati sin dalla prima metà dell'Ottocento per la produzione dei pettini.
Partendo per l'Argentina, Enrico Guzzini lascia a Recanati la moglie e altri quattro figli, ai quali rimette parte del denaro guadagnato lavorando presso la bottega bonaerense del fratello dove, oltre alle pipe in legno, si costruiscono tabacchiere in osso. Tornato a Recanati nel maggio 1911, inizialmente coltiva il piccolo podere che contorna la casa ricevuta dal fratello Giuseppe a saldo di un debito; poiché l'attività agricola si rivela insufficiente al mantenimento della sua famiglia, nel 1912 decide di avviare un laboratorio per la fabbricazione di articoli per fumatori. Costruisce da sé alcuni degli attrezzi di lavoro, altri li riceve da un amico, produttore di pettini, che gli fornisce anche i primi pezzi di corno.
Il vitello e i conigli che Guzzini alleva all'interno del piccolo opificio – sessanta metri quadrati sottratti alla propria abitazione – testimoniano il resistente rapporto che lega, nel suo come in molti altri casi nell'Italia centrale del tempo, il mondo contadino all'attività manifatturiera. Ugualmente esemplare è il ruolo rivestito dalla famiglia: nella bottega trovano infatti posto, via via, i tre figli maschi rimasti in Italia (Pierino, Mariano, Silvio), mentre sua moglie contribuisce al bilancio coltivando il terreno intorno alla casa, aprendo un piccolo negozio di alimentari al pianterreno e allevando i bachi da seta, poi venduti a una filanda vicina. In questa fase Guzzini non dispone di una rete distributiva, e tantomeno possiede le competenze per allestirne una; affida dunque la commercializzazione dei suoi prodotti a una ditta locale, quella dei fratelli Capodaglio, che si occupa principalmente della fabbricazione e dello smercio di pettini.
Fino al primo dopoguerra il laboratorio conserva un'organizzazione artigianale e i prodotti si allineano ai più tradizionali articoli in corno per fumatori prodotti nella regione. I primi elementi di novità si osservano intorno alla metà degli anni venti e coincidono con l'ingresso in azienda di Pierino Guzzini. Secondogenito, aveva abbandonato la giovanile vocazione religiosa e, al termine del primo conflitto mondiale, aveva lavorato fra l'altro presso l'opificio di un cugino, fabbricante di pipe, da cui aveva mutuato l'idea di impiegare il corno per costruire non solo tabacchiere, ma anche calzascarpe e posate per insalata. Enrico Guzzini si lascia convincere dal figlio Pierino ad ampliare la gamma dei prodotti e a utilizzare 3.000 lire attinte ai risparmi di famiglia – in linea con la prassi dell'autofinanziamento che fra XIX e XX secolo presiede alle iniziative imprenditoriali della Terza Italia – nell'acquisto di nuove macchine. In breve tempo, mentre la giornata di lavoro si riduce da 12 a otto ore, il volume della produzione triplica.
Nel 1929 i Guzzini assumono il loro primo agente di commercio, un rappresentante bolognese che nel volgere di poche settimane fa giungere numerosi ordini provenienti dall'Italia centro-settentrionale. Il brusco calo della domanda avvertito durante la grande depressione degli anni trenta sollecita la ditta recanatese a un'ulteriore diversificazione produttiva, cui si accompagna l'inedito impiego di un materiale economico ottenuto con i sottoprodotti del latte (la galalite), che permette di contenere i costi e dunque di moderare i prezzi di vendita delle posate. Nello stesso periodo l'imprenditore affida definitivamente la ditta – giunta a contare una ventina di addetti – ai figli Pierino e Mariano, che spostano la sede produttiva in uno stabilimento più ampio e ne modificano la ragione sociale prima in P.M. Guzzini, poi (con l'ingresso, nel 1938, del fratello Silvio) in P.M.S. Guzzini, e infine, nel 1940, in Fratelli Guzzini.
L'adozione del plexiglas, intrapresa già alla vigilia della seconda guerra mondiale e rinnovata nella fase postbellica, segna il definitivo decollo dell'impresa.
Enrico Guzzini muore a Recanati nel marzo del 1948.